# モダンタイムス (小説)
『モダンタイムス』は、伊坂幸太郎が、2007年から2008年に発表した小説である。

## 概要
『ゴールデンスランバー』の制作時期とほぼ同時期に講談社の週刊漫画誌『モーニング』2007年18号から2008年26号に連載された作品である。またこの作品は、『魔王』の続編として50年後を舞台とし、作品中に『魔王』のキャラクターの安藤潤也などが出てくる。キャッチフレーズは「検索から、監視が始まる。」

## あらすじ
「勇気はあるか?」29歳の会社員となった渡辺拓海の前で、見知らぬ男がそう言ってきた。「実家に」と言いかけたが、言葉を止めた。拷問を受けた翌日、拓海は失踪した五反田正臣の代わりに、「ゴッシュ」という会社から依頼されたシステム改良の仕事を引き継ぐことになる。

## 登場人物
渡辺拓海
29歳の会社員。桜井ゆかりと浮気をしていた。失踪した五反田正臣の仕事を引き継ぎ、ある事件に巻き込まれていく。
岡本猛
渡辺佳代子が雇った渡辺拓海に「勇気はあるか?」と脅かした男。。
大石倉之助
渡辺拓海が勤める会社の後輩。渡辺拓海とともに、五反田正臣の後任として株式会社ゴッシュに赴く。婦女暴行の濡れ衣を着せられる。
渡辺佳代子
渡辺拓海の妻。浮気に対して異常に攻撃的。職業がよくわからず、結婚歴を戸籍から消した。
井坂好太郎
渡辺拓海の友人作家。女好きである。
五反田正臣
渡辺拓海が勤める会社の先輩。株式会社ゴッシュの仕事を行っていたが、突如失踪する。再会時に失明している。
桜井ゆかり
渡辺拓海が勤める会社の事務社員。渡辺拓海の不倫相手。
工藤
五反田正臣とともに株式会社ゴッシュの仕事を行っていた派遣社員。そのまま渡辺拓海らとともに仕事をすることになる。
永嶋丈
事件の鍵を握る国会議員。
緒方
永嶋の近くにいる男。元、喫茶ドゥーチェのマスター
加藤
渡辺拓海が勤める会社の課長。突然自殺する。
間壁俊一郎
事件の鍵を握る人物
安藤詩織
岩手の高原に住んでいる。前作『魔王』から引き続き登場。
兎男
リアルな兎のお面を被った男　岡本猛や渡辺拓海を拷問し、渡辺佳代子に殺害された。　
安藤潤也
すでに死亡していたが、競馬や競輪でお金を稼いで、安藤商会を建てた。『魔王』から引き続き登場。

## 単行本
- 四六変型 単行本
  - 2008年10月15日発売、ISBN 978-4-06-215073-6
- 四六変型 イラスト付き単行本
  - 特別版（絵：花沢健吾）：2008年10月15日発売、ISBN 978-4-06-215074-3
- 講談社文庫
  - 上：2011年10月14日発売、ISBN 978-4-06-277078-1
  - 下：2011年10月14日発売、ISBN 978-4-06-277079-8
  - 上 新装版：2023年2月15日発売、ISBN 978-4-06-530238-5
  - 下 新装版：2023年2月15日発売、ISBN 978-4-06-530239-2
- 電子書籍
  - 新装版 上下合本版：2023年2月22日発売